# Свободный (эсминец, 1951)
 «Свободный» — советский эскадренный миноносец проекта 30-бис.

## История
Эсминец «Свободный» был зачислен в состав флота 15 апреля 1949 года. Заложен 27 ноября 1950 года на ленинградском судостроительном заводе № 190 под заводским номером 609. 20 августа 1951 года спущен на воду. Вступил в строй 23 июня 1952 года.
3 августа 1952 года вошёл в состав 8-го ВМФ. С 24 декабря 1955 года находился в составе КБФ.
Корабль во время несения службы нанёс ряд визитов в зарубежные порты:
- 16 июля — 21 июля 1954 года — Стокгольм, Швеция
- 12 сентября — 18 сентября 1957 года — Сплит, Югославия
- 21 сентября — 1 октября 1957 года — Латакия, Сирия
- 7 июля — 11 июля 1958 года — Хельсинки, Финляндия
- 13 июля — 17 июля 1960 года — Хельсинки, Финляндия

В 1983 году был исключён из состава флота. 19 января был разоружён и предназначался для разборки на металлолом. 7 июня того же года был расформирован, однако 28 июля был снят с прикола и с того времени используется для выполнения боевых упражнений, получил индекс СМ-132.